# Oxytropis peschkovae
Oxytropis peschkovae är en ärtväxtart som beskrevs av Mikhail Grigoríevič Popov. Oxytropis peschkovae ingår i släktet klovedlar, och familjen ärtväxter. Inga underarter finns listade i Catalogue of Life.